# Periodično gibanje
Periodično gibanje je gibanje tijela koje se nakon jednakih vremenskih intervala (period gibanja) vraća u isti položaj. Često je u prirodi i tehnici; tako se na primjer periodično gibaju sve vrste njihala, alat blanjalice pri strojnoj obradi materijala, planeti oko Sunca i slično. Čimbenici ili parametri periodičnoga gibanja isti su kao i kod oscilacija.

## Oscilacije
Oscilacije (kasnolatinski oscillatio: njihanje), općenito znače kolebanja, nestalnost (oscilacije tečaja, oscilacije temperature). Oscilacije, u fizici, je zbivanje kod kojega se neki fizikalni sustav ili neka pojava nakon promjene vraća u početno stanje. Najveće odstupanje od nekoga početnog stanja naziva se amplitudom. Za oscilacije žice, štapa, membrane ili za periodične promjene električne struje rabi se pojam titranje, a za oscilacije mehaničkog sustava s malim amplitudama vibracije. Širenjem oscilacija u prostoru nastaju valovi (elektromagnetski, morski, zvučni). U geofizici, kratkotrajna vibracija tla Zemlje naziva se potres.

## Zemljina vrtnja
Zemlja se okreće oko svoje osi (rotacija ili okretanje) od zapada prema istoku, te joj je za jedan puni okret potrebno oko 24 sata, vremenski razmak koji se naziva Sunčevim danom (sinodički dan). Rotaciju Zemlje nije moguće osjetiti. Svaka Zemljina točka (osim sjevernog i južnog pola) sudjeluje u rotaciji Zemlje odnosno opisuje krugove oko Zemljine osi. Pritom najveće krugove prave točke na ekvatoru, koje se ujedno i najbrže kreću. Zbog rotacije događa se izmjenjivanje dana, noći i dnevne topline pa Sunce stoga u jednom trenutku obasjava samo jedan dio Zemlje.
Period Zemljine vrtnje jest 1 zvjezdani dan ili siderički dan (23 h 56 min 4,1 s), a srednji period vrtnje s obzirom na osunčenje jednak je jednomu srednjemu Sunčevu danu (1 dan). Period vrtnje nije stalan, već ovisi o sezonskim i sekularnim premještanjima masa na površini Zemlje i unutar nje; promjene se prate s pomoću radioastronomskih interferometrijskih sustava s velikom osnovicom (dugobazična interferometrija). Zbog plima i oseka, period Zemljine vrtnje stalno se produljuje. Kao posljedica plimnog međudjelovanja (plimna sila) Mjeseca i Zemlje, količina gibanja Mjeseca povećava se i on se udaljava od Zemlje, u sadašnjem trenutku gotovo 4 centimetra na godinu. Zemlja ima godišnja doba zbog nagiba ekvatora prema ekliptici od 23° 26'. Taj se nagib mijenja u periodu od 41 000 godina, od 22,1° do 24,5°. Sada se smanjuje 0,47" na godinu. Period promjene izduženosti staze, precesije ekvinokcija i nagiba ekvatora, astronomski su činitelji pojave ledenih doba prema teoriji Milutina Milankovića (Milankovićevi ciklusi). Toplinska ravnoteža Zemlje uvjetovana je dotokom energije Sunčevim zračenjem; Sunčeva konstanta iznosi 1 367,7 ± 6 W/m², a promjena je uvjetovana ciklusom Sunčeve aktivnosti (Sunčev ciklus), koji se u prosjeku mijenja svakih 11 godina.

### Zemljina precesija i nutacija
Osim vrtnje (rotacije) i obilaženja oko Sunca (revolucije), Zemlja pokazuje još jednu vrstu gibanja. Njena os također se neprestano giba i opisuje stožac oko pola ekliptike, i to u smislu lijevog vijka koji napreduje na sjever. Vršni polukut stožca jednak je nagibu ekliptike (ekliptika je nagnuta je pod kutom od 23°27′ prema nebeskom ekvatoru). Zbog toga zakretanja osi u istom se smislu zakreće i presjecište ravnine ekliptike s nebeskim ekvatorom, a s njime i proljetna točka. Zato proljetna točka mijenja mjesto među zvijezdama. Pomak proljetne točke odvija se u smjeru dnevne vrtnje neba, a to je upravo suprotno od prividnog, godišnjeg gibanja Sunca: proljetna točka se kreće na zapad, a Sunce na istok. To znači da proljetna točka ide u susret Suncu, ili "pred" Sunce. Otuda potječe latinski naziv te pojave, jer praecedere znači ići naprijed.
Zemljinu precesiju tumači mehanika rotirajućeg krutog tijela. Najjači utjecaj na nju pokazuju Mjesec i Sunce. Mjesec je djelotvorniji zato što je mnogo bliže. Zajednički učinak Mjeseca i Sunca naziva se luni-solarnom precesijom. No dok se Sunce nalazi uvijek u ravnini ekliptike, Mjesečeva staza je prema njoj nagnuta otprilike za 5°. Otuda dolazi do periodičke promjene Mjeseceva utjecaja, u vremenu od 18.66 godina (to je period regresije čvorova Mjesečeve staze), pa precesijski stožac nije sasvim gladak nego ispunjen naborima. Pojava nabora naziva se nutacija.